# Мельшанов Пилип Семенович
Пилип Семенович Мельшанов (14 грудня 1900, місто Тула, тепер Російська Федерація — ?) — радянський військовий політпрацівник. Член ЦК КП(б) Молдавії в 1941—1949 роках.

## Життєпис
З червня 1918 року — в Червоній армії, учасник громадянської війни в Росії.
Член РКП(б) з 1919 року.
З 1920 до 1921 року учасник бойових дій проти Польщі. 
У 1929 році брав участь у конфлікті на Китайсько-Східній залізниці в Маньчжурії.
У 1939—1940 роках — на політичній роботі в 15-й армії РСЧА, учасник радянсько-фінської війни.
З 1940 року — на політичній роботі у Військово-повітряних силах Одеського військового округу. З 22 червня до серпня 1941 року — військовий комісар 20-ї авіаційної дивізії Одеського військового округу, учасник німецько-радянської війни. У серпні — грудні 1941 року — військовий комісар Військово-повітряних сил Приморської армії та Одеського оборонного району.
У грудні 1941 — вересні 1942 року — військовий комісар Військово-повітряних сил Сталінградського військового округу.
З вересня 1942 року — військовий комісар, потім заступник командувача Військово-повітряних сил Сибірського військового округу із політичної частини.
Потім — на політичній роботі в Середньоазіатському військовому окрузі.
З січня 1952 року — у відставці. Подальша доля невідома.

## Звання
- полковий комісар
- полковник

## Нагороди
- орден Леніна (21.02.1945)
- два ордени Червоного Прапора (3.11.1944, 20.06.1949)
- орден Вітчизняної війни І ст. (18.08.1945)
- два ордени Червоної Зірки (20.05.1940, 2.09.1943)
- медаль «XX років Робітничо-Селянській Червоній Армії» (1938)
- медаль «За оборону Одеси» (1942)
- медаль «За оборону Сталінграда» (1942)
- медаль «За перемогу над Німеччиною у Великій Вітчизняній війні 1941—1945 рр.» (1945)
- медалі